# Jonathan Firth
Jonathan Stephen Firth (ur. 6 kwietnia 1967 w Esseksie) – brytyjski aktor. 

## Życiorys
Urodził się w Brentwood w hrabstwie Essex jako najmłodsze dziecko Shirley Jean (z domu Rolles), wykładowcy religii porównawczych, i Davida Normana Lewisa Firtha, wykładowcy historii i edukacji oficerów dla rządu Nigerii. Ma starszego brata aktora Colina (ur. 10 września 1960) i siostrę Kate (ur. 1962). Występował w szkolnych przedstawieniach. Wkrótce przeprowadził się do Londynu, gdzie w 1989 ukończył London's Central School of Speech and Drama. 
Po raz pierwszy pojawił się przed kamerami w filmie krótkometrażowym Ona gra: Wszystko o Laurze (She Play: All About Laura, 1990) jako obcy, serialu satyrycznym BBC Scenariusz (Screenplay, 1990) u boku Bernarda Hilla i miniserialu Centralny punkt (Centrepoint, 1990).

## Filmografia

### Filmy
- 1992: Wichrowe Wzgórza (Wuthering Heights) jako Linton Heathcliff
- 1992: Mąż idealny (An Ideal Husband) jako Lord Arthur Goring
- 2003: Luter jako Girolamo Aleander
- 2006: Książę i ja 2 – Królewskie wesele (The Prince & Me II: The Royal Wedding) jako Soren
- 2008: Książę i ja 3 – Królewski miesiąc miodowy (The Prince & Me 3: A Royal Honeymoon) jako Soren
- 2009: Albert Schweitzer jako dr David Fuller
- 2010: Książę i ja 4: W Krainie Słoni (The Prince & Me4: The Elephant Adventure) jako Soren

### Filmy TV
- 1991: Czarna aksamitna sukienka (The Black Velvet Gown) jako Paul Gallmington
- 1991: Amerykańscy przyjaciele (American Friends) jako Cable
- 1994: Romeo i Julia (Romeo & Juliet) jako Romeo
- 1999: Waśnie w świecie baśni (The Magical Legend of the Leprechauns) jako hrabia Grogan
- 2000: U zarania (In the Beginning) jako Jozue
- 2001: Wiktoria i Albert (Victoria & Albert) jako książę Albert

### Seriale TV
- 1990: Scenariusz (Screenplay)
- 1990: Centralny punkt (Centrepoint)
- 1992: Sprawy inspektora Morse’a (Inspector Morse) jako Peter Thornton
- 1992: Covington Cross jako Richard Grey
- 1994: Miasteczko Middlemarch (Middlemarch) jako Fred Vincy
- 1994: Kroniki braciszka Cadfaela (Mystery!: Cadfael) jako Joscelyn
- 1995: Herkules Poirot (Agatha Christie: Poirot) jako Nigel Chapman
- 1996: Opowieści z krypty (Tales from the Crypt) jako Malcolm
- 1997: Morderstwa w Midsomer (Midsomer Murders) jako Michael Lacey
- 1997: Nieśmiertelny (Highlander) jako Lord Byron
- 2002: Sprawy inspektora Lynleya (The Inspector Lynley Mysteries) jako Rhys Davies Jones
- 2005: Jerych (Jericho) jako Ben Loach
- 2006: Zaklinacz dusz (Ghost Whisperer) jako Edward Pierce
- 2008: Nowe triki (New Tricks) jako Julian Felspar
- 2016: Szpital Holby City (Holby City) jako Miles Richardson